# Canton de Roura
Pour les articles homonymes, voir Roura (homonymie).
Le canton de Roura est une ancienne division administrative française, située dans le département de la Guyane, dans l'arrondissement de Cayenne.

## Présentation
| Nom               | Code Insee | Intercommunalité      | Superficie (km2) | Population (dernière pop. légale) | Densité (hab./km2) |
| ----------------- | ---------- | --------------------- | ---------------- | --------------------------------- | ------------------ |
| Roura (chef-lieu) | 97310      | CA du Centre Littoral | 3 902,50         | 3 537 (2014)                      | 0,91               |

## Administration
| Période | Période          | Identité            | Étiquette             | Qualité |
| ------- | ---------------- | ------------------- | --------------------- | --- |
| 1955    | 1961             | M. Aron             | PSG                   | |
| 1961    | 196.             | Antoinette Léveillé | UNR                   | |
| 196.    | 1967             | Gabriel Léveillé    | UNR                   | Maire de Roura                                                                                                |
| 1967    | 1997 (démission) | Claude Ho-A-Chuck   | DVG puis DVD puis UDF | Médecin et chef d'entreprise Président du Conseil général de la Guyane (1973-1979) Maire de Roura (1971-1997) |
| 1997    | 1998             | Raoul Roura         | SE                    | |
| 1998    | 2011             | Claude Polony       | RPR puis UMP          | Maire de Roura (2001-2008)                                                                                    |
| 2011    | 2015             | David Riché         | DVG                   | Fonctionnaire Maire de Roura (depuis 2008) Député suppléant (2007-2012)                                       |